# Eudinostigma planiceps
Eudinostigma planiceps is een insect dat behoort tot de orde vliesvleugeligen (Hymenoptera) en de familie van de schildwespen (Braconidae). De wetenschappelijke naam van de soort werd voor het eerst geldig gepubliceerd door Fischer, Tormos & Pardo in 2006.
Het holotype werd in Zamora (Spanje) verzameld.
Deze soort is een hyperparasiet: de larven zijn parasieten van de pop van de sluipvlieg Phryxe caudata, die zelf parasiteert op de larven van de dennenprocessierups (Thaumetopoea pityocampa). 
Net als de andere Eudinostigma-soorten zijn het erg kleine insecten; de mannetjes zijn ongeveer 1,4 mm lang.